# Speicherz
Speicherz ist ein Gemeindeteil der Gemeinde Motten im unterfränkischen Landkreis Bad Kissingen in Bayern.

## Geografie
Das Kirchdorf ist in der fränkischen Rhön gelegen, kurz vor der bayerisch-hessischen Grenze. Es ist idyllisch in das breite Flusstal der Kleinen Sinn und in den Lachsgrund eingebettet und erstreckt sich östlich der Rhönautobahn A7 entlang der Staatsstraße 2790 (ehemals zur Bundesstraße 27 gehörig).

## Namensgebung
Die Herkunft des Ortsnamens gibt Rätsel auf. Urkundlich belegt sind mehrere Namen: 1303 Spachers, 1330 Spichers, 1499 Speichers, später Speicharts, Speicherts und Speicherz. Sollte jedoch mit Spachers das hier thematisierte Speicherz gemeint sein, liegt in der Urkunde von 1303 wohl ein Schreibfehler vor, bei dem an Stelle des i ein a geschrieben wurde. Im Neuhochdeutschen wurde später aus dem i ein ei, was die Entwicklung von Spichers zu Speichers erklärt. Plausibel erscheint die Ableitung von Spicher, was im Hochdeutschen Speicher bedeutet.

## Geschichte
Die Geschichte des Ortes lässt sich bis zu dessen urkundlicher Ersterwähnung im Jahre 1303 zurückverfolgen. Im ältesten Lehenbuch des Hochstifts Würzburg werden 7 Huben (Güter bzw. Höfe) im Ort genannt, die ein Lehen des Reinhard von Brende waren. 1330 verkaufte der Fuldaer Fürstabt Heinrich VI. von Hohenberg seinen Besitz im Dorf Spichers an Apel Kuchenmeister und Dietrich Gutelin für 400 Pfund Heller. Warum Apel Kuchenmeister 1339 schließlich als alleiniger Inhaber des Besitztums genannt wird, ist nicht bekannt. 1351 verkauft der Fürstabt ein Lehen in Spichers  an Dietz IV. von Tungeden. Früher war Speicherz eine eigene Gemeinde, jedoch wurde sie am 1. Mai 1978 in die Gemeinde Motten eingegliedert.

## Religion

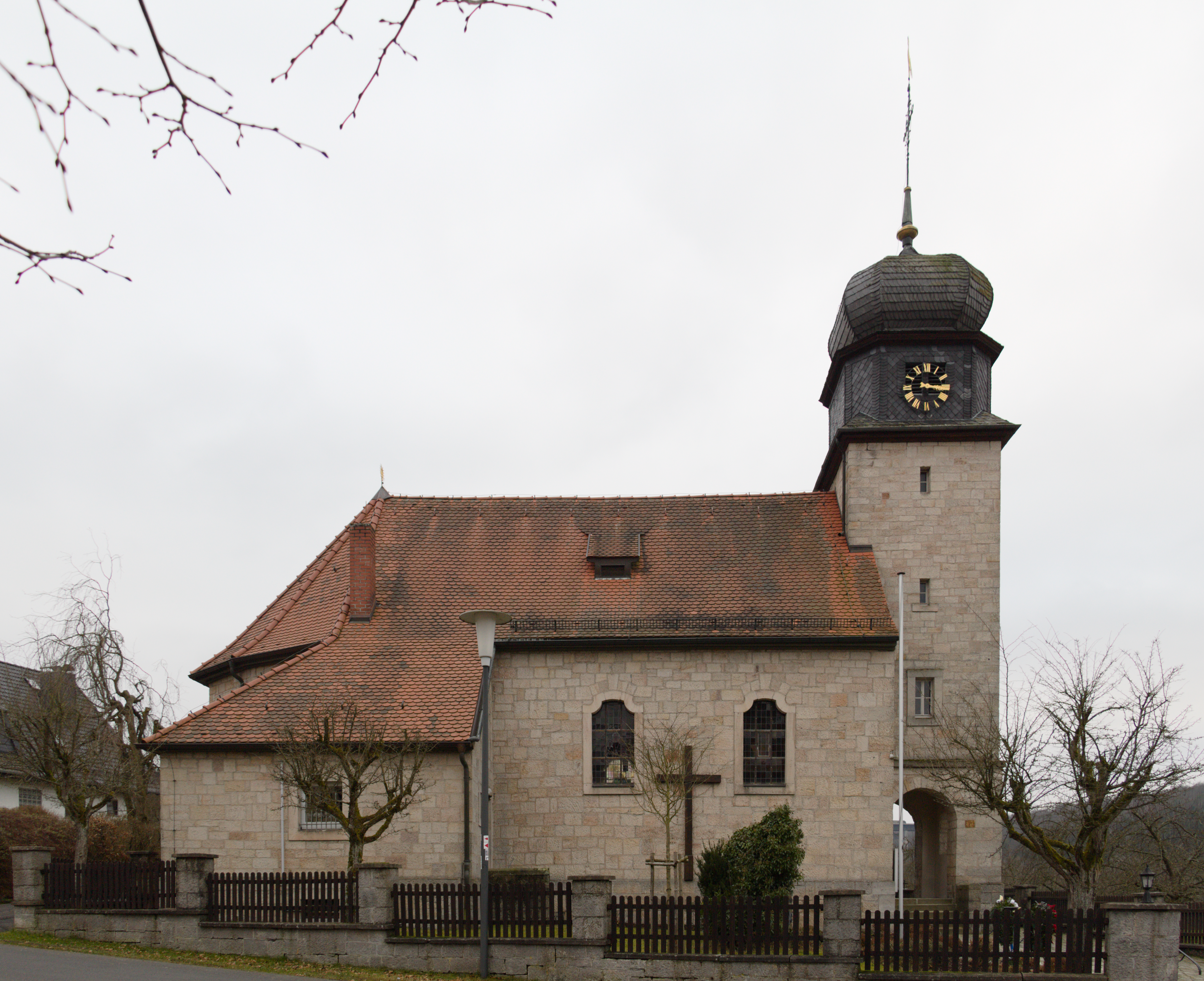
Die Katholische Kirche St. Josef der Bräutigam in Speicherz

Speicherz ist eine katholische Ortschaft. Ursprünglich gehörte Speicherz zur Pfarrei Oberleichtersbach. Mit der Gründung der Pfarrei Brückenau im Jahre 1696 wurde es  jedoch dieser angegliedert. 1940 unterstand  Speicherz dann dem Seelsorgeamt Kothen, welches zur Pfarrei Motten gehörte. Nach langen Bemühungen wurde Kothen jedoch 1954 zur eigenen Pfarrei erklärt, der Speicherz seitdem als Filiale unterstellt ist.
Eine eigene Kirche erhielt der Ort erst sehr spät. Im Jahre 1926 wurde ein Friedhof sowie eine kleine Sandsteinkirche mit Glockenturm, die dem heiligen Josef gewidmet ist, errichtet, welche seitdem das Ortsbild Speicherz bereichert.

Siehe auch 

## Wirtschaft
Die Wirtschaft in Speicherz ist besonders durch die Landwirtschaft geprägt. Handwerksbetriebe konnten hier nur bedingt Fuß fassen.
Den Wirtschaftszweig der Gastronomie vertritt der historische und auch über die Grenzen Bayerns bekannte Gasthof „Zum Biber“.
Zwischen 1719 und 1769 verhandelte die Gemeinde Speicherz immer wieder mit der Hof- und Rentenkammer Fulda um die Errichtung eines eigenen Gasthofes. Brückenau störte die Verhandlungen jedoch aufgrund seines Schankrechtes und erbaute 1771 kurzerhand selbst ein Gasthaus. Obwohl der Gastwirt Lorenz Tremer aus Kothen Einspruch gegen die Handlungen Brückenaus erhob, blieben seine Bemühungen ohne Erfolg.
Ein weiteres einschneidendes Ereignis in der Geschichte des Gasthofes geschah im Jahre 1813: Der damalige Pächter der Gaststätte wurde auf dem Heimweg von einer Soldatenaushebung in Brückenau überfallen und derart brutal zugerichtet, dass er wenige Tage später seinen Verletzungen erlag.
Jedes Jahr ist der Gasthof, nicht zuletzt aufgrund der eigenen Kellerei, Anlaufpunkt für Hunderte Besucher. Auch der Gewölbekeller, der noch aus der Gründerzeit erhalten ist, stellt eine besondere Sehenswürdigkeit Speicherz dar.

## Infrastruktur

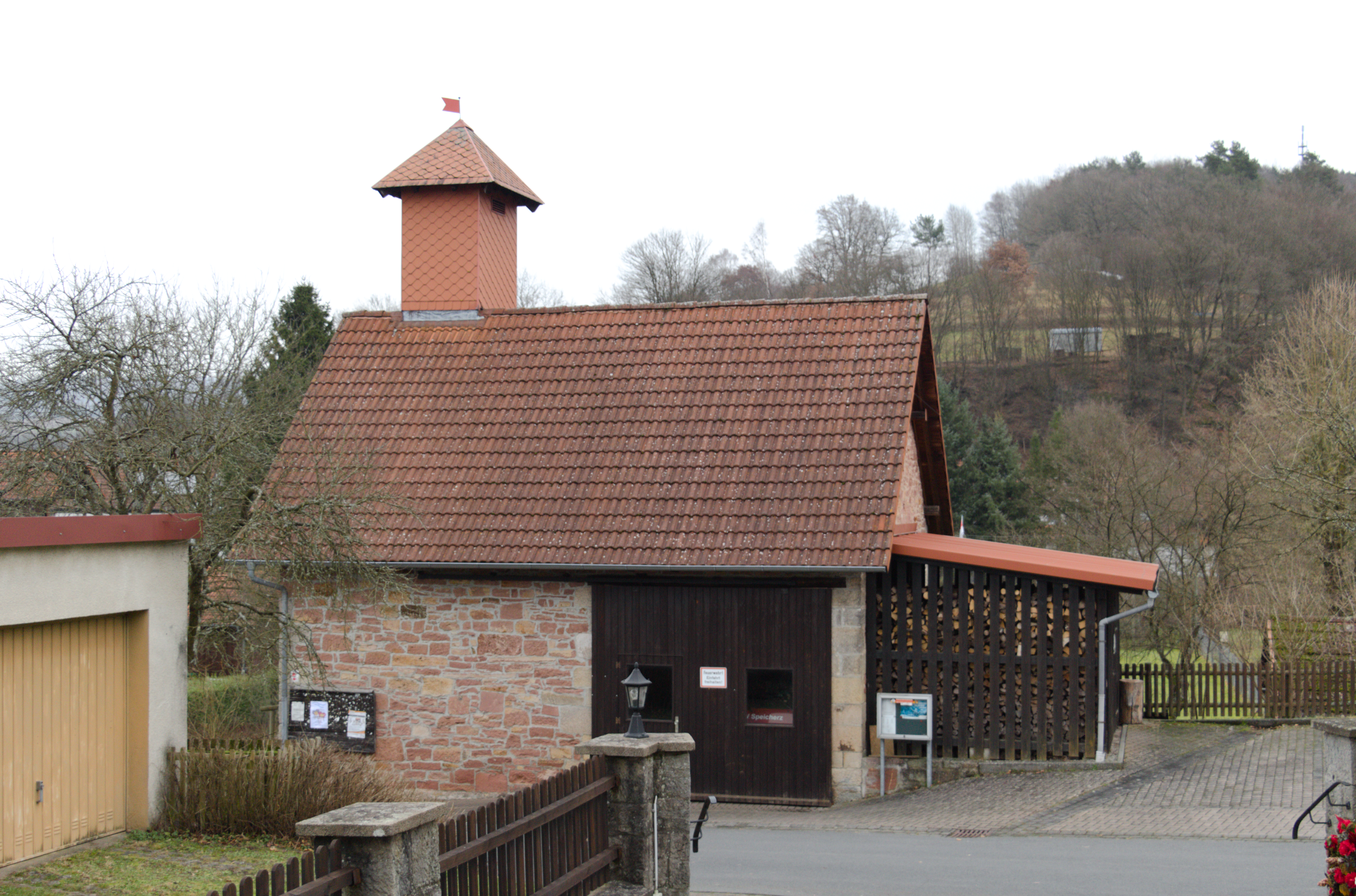
Das Feuerwehrhaus in Speicherz

Speicherz ist unmittelbar an der Bundesstraße 27 gelegen und hat somit direkten Anschluss an die Nachbarortschaften Kothen und Volkers. Über eine Kreisstraße ist das örtliche Straßennetz ebenfalls mit dem hessischen Nachbardorf Oberzell verbunden. Durch Speicherz verläuft der Fränkische Marienweg.

## Bildungs-/Erziehungseinrichtungen
1925 erfolgte in Speicherz ein Neubau der Schule, welche jedoch später zu einem Kindergarten umfunktioniert wurde. 1995 wurde auch dieser geschlossen. Die Kinder der Speicherzer Bürger besuchen heute den Kindergarten in Kothen und die Grundschule in Motten. Die „Alte Schule“ dient seitdem als Bürgerhaus.